# Kodiak Station
Kodiak Station ist ein westlicher Vorort von Kodiak und ein census-designated place (CDP) im Kodiak Island Borough in Alaska. Das U.S. Census Bureau ermittelte bei der Volkszählung 2020 eine Einwohnerzahl von 1673.

## Geographie
Kodiak Station liegt an den beiden Buchten Womens Bay und Middle Bay an der Ostküste von Kodiak Island. Das CDP-Gebiet von Kodiak Station grenzt im Westen an das der Womens Bay CDP. Das CDP-Gebiet umfasst den Flughafen Kodiak (Kodiak Benny Benson State Airport) sowie die südlich angrenzende Coast Guard Air Station Kodiak.

## Geschichte
Kodiak Station erschien erstmals beim Zensus 1970 als eine „unincorporated military base“. 1980 wurde Kodiak Station umklassifiziert in einen „census-designated place“. Heute ist das Gebiet von Kodiak Station Teil des urbanen Areals von Kodiak. 

## Demografie
Zum Zeitpunkt der Volkszählung im Jahre 2020 (U.S. Census 2020) hatte Kodiak Station 1673 Einwohner auf einer Landfläche von 60,1 km². Von den Einwohnern waren 1322 Weiße, 45 afrikanisch-amerikanischer Abstammung, 33 Indigene sowie 67 Asiaten. Beim Zensus im Jahr 2000 wurden 1840 Einwohner gezählt, 2010 waren es 1301.